# Saint-Bonnet-du-Gard
Saint-Bonnet-du-Gard é uma comuna francesa na região administrativa de Occitânia, no departamento de Gard. Estende-se por uma área de 6,84 km². Em 2010 a comuna tinha 855 habitantes (densidade: 125 hab./km²).